# عبدالله البلوشی
عبدالله البلوشی (انگلیسی: Abdullah Al-Buloushi؛ زادهٔ ۱۶ فوریهٔ ۱۹۶۰) بازیکن سابق فوتبال اهل کویت است.
وی عضو تیم ملی فوتبال کویت در جام جهانی فوتبال ۱۹۸۲ بوده است.